# Fat Wreck Chords
Fat Wreck Chords (вимовляється як написано «Fat Records», [fæt ˈrɛkɜrdz]) незалежний лейбл звукозапису з міста Сан-Франциско, Каліфорнія, що сфокусований на панк-рок музиці. Він заснований вокалістом гурту NOFX Майклом Беркеттом (більш відомим як Фет Майк) та його дівчиною на той час, Ерін Беркетт, у 1991.
Лейбл видавав матеріал для багатьох визначних гуртів включаючи NOFX, Good Riddance, Descendents, Me First and the Gimme Gimmes, The Loved Ones, Screeching Weasel, Propagandhi, Rise Against, Lagwagon, Strung Out, No Use for a Name, Less Than Jake, Against Me! та Anti-Flag. Fat Wreck Chords видав 157 студійних альбоми на сьогодні.

## Виконавці

### Поточні гурти
- American Steel
- Bad Cop/Bad Cop
- Banner Pilot
- The Bombpops
- Bullet Treatment
- Chixdiggit!
- Closet Friends
- C.J. Ramone
- Dead to Me
- Dillinger Four
- Direct Hit
- The Dirty Nil
- Ellwood
- Face To Face
- Frenzal Rhomb
- Get Dead
- Good Riddance
- Hi-STANDARD
- Lagwagon
- Leftöver Crack
- The Lillingtons
- Mad Caddies
- Me First and the Gimme Gimmes
- Mean Jeans
- Morning Glory
- Night Birds
- NOFX
- Old Man Markley
- PEARS
- Randy
- The Real McKenzies
- Snuff
- Star Fucking Hipsters
- Strung Out
- Sundowner
- Swingin' Utters
- Teenage Bottlerocket
- ToyGuitar
- Uke-Hunt
- Useless ID
- Western Addiction

### Колишні гурти
- 88 Fingers Louie (тепер разом з Bird Attack Records)
- Against Me! (тепер разом з Total Treble Music)
- Anti-Flag (тепер разом з Spinefarm Records)
- The Ataris (тепер разом з Paper + Plastick)
- Avail (розпущений)
- Bad Astronaut (розпущений)
- Big In Japan
- Bracket (тепер разом з Head2Wall Records)
- Citizen Fish (тепер разом з Alternative Tentacles)
- Cobra Skulls (розпущений)
- Consumed (зараз без лейблу)
- Descendents (тепер разом з Epitaph Records)
- The Dickies (тепер разом з Dream Catcher Records)
- Diesel Boy (тепер разом з Honest Don's Records)
- Epoxies (розпущений)
- The Fight (тепер разом з Repossession Records)
- The Flatliners (тепер разом з Rise Records)
- Goober Patrol (тепер разом з Hulk Räckorz)
- Guns n' Wankers (розпущений)
- The Lawrence Arms (тепер разом з Epitaph Records)
- Less Than Jake (тепер разом з Pure Noise Records)
- The Loved Ones (розпущений)
- Love Equals Death (розпущений)
- Masked Intruder (тепер разом з Pure Noise Records)
- MxPx (тепер разом з Rock City Recording Company)
- Nerf Herder (тепер разом з Oglio Records)
- None More Black (у відпустці)
- No Use for a Name (розпущений)
- Only Crime (тепер разом з Rise Records)
- Paint It Black (тепер разом з No Idea Records)
- Pour Habit (зараз без лейблу)
- Propagandhi (тепер разом з Epitaph Records)
- Rancid (тепер разом з Hellcat Records)
- Rise Against (тепер разом з DGC/Interscope Records)
- The Sainte Catherines (розпущений)
- Screeching Weasel (тепер разом з Recess Records)
- Screw 32 (розпущений)
- Sick of It All (тепер разом з Century Media Records)
- Smoke or Fire (у відпустці)
- The Soviettes
- Star Fucking Hipsters (у відпустці)
- Strike Anywhere (тепер разом з Bridge 9 Records)
- Subhumans (тепер разом з Bluurg Records)
- Tilt (розпущений)
- Tony Sly (розпущений)
- Wizo
- Zero Down (розпущений)